# Władysław Tymiński
Władysław Tymiński (ur. 18 czerwca 1896, zm. 16 października 1937 w Równem) – kapitan piechoty Wojska Polskiego

## Życiorys
Do Wojska Polskiego został przyjęty z byłych Korpusów Wschodnich i byłej armii rosyjskiej. Służył w 30 Pułku Strzelców Kaniowskich w Skierniewicach, a od lipca 1922 w Warszawie. 19 marca 1928 został mianowany kapitanem ze starszeństwem z 1 stycznia 1928 roku i 115. lokatą w korpusie oficerów piechoty. W grudniu 1932 został przeniesiony do 45 Pułku Piechoty Strzelców Kresowych w Równem.
Zmarł 16 października 1937 w Równem. Trzy dni później został pochowany w grobie rodzinnym na Cmentarzu Wojskowym na Powązkach (kwatera A19-4-21) . Był żonaty .
Pośmiertnie został mianowany majorem ze starszeństwem z 19 marca 1938 w korpusie oficerów piechoty.

## Ordery i odznaczenia
- Krzyż Walecznych (dwukrotnie)[10]
- Medal Niepodległości (13 września 1933)[11][12]
- Srebrny Krzyż Zasługi (10 listopada 1928)[13][14]
- Medal Pamiątkowy za Wojnę 1918–1921[8]
- Medal Dziesięciolecia Odzyskanej Niepodległości[8]
- Medal Zwycięstwa („Médaille Interalliée”)[10]